# Ben Bentil
Benjamin "Ben" Bentil (Acra, 29 de marzo de 1995) es un baloncestista ghanés que pertenece a la plantilla del ASVEL Lyon-Villeurbanne de la LNB Pro A francesa. Con 2,06 metros de estatura, juega en la posición de alero o ala-pívot.

## Trayectoria deportiva

### Universidad
Dejó su país a los 15 años para ir a vivir y estudiar a los Estados Unidos. Tras pasar por el high school, donde también jugó al fútbol, jugó dos temporadas con los Friars del Providence College, en las que promedió 14,8 puntos y 6,3 rebotes por partido. Fue elegido en su segunda temporada como el jugador más mejorado de la Big East Conference, tras pasar de promediar 6,4 puntos y 4,9 rebotes a 21,1 y 7,8 en 2016, siendo además incluido en el mejor quinteto de la conferencia.
Tras la finalización de su segunda temporada, se declaró elegible para el draft de la NBA, aunque no contrató agente, por lo que se pensó que finalmente acabaría sus estudios en Providence, pero no fue así.

### NBA
Fue elegido en la quicuagésimo primera posición del Draft de la NBA de 2016 por Boston Celtics. Tras ser despedido, firmó con Indiana Pacers, pero fue cortado antes del comienzo de la temporada.
Tras pasar por los Fort Wayne Mad Ants de la NBA D-League, el 18 de noviembre dejó el equipo para jugar en los Xinjiang Flying Tigers de la liga china.
El 26 de febrero de 2017 firmó un contracto de 10 días con los Dallas Mavericks en la NBA. Debutó en un partido ante Atlanta Hawks el 1 de marzo, disputando 4 minutos. Fue el primer jugador ghanés en la historia de la NBA.

### Europa
El 21 de febrero de 2018 se anuncia su fichaje por el Bilbao Basket, de la liga ACB.
En verano de 2018, se marcha a Grecia para jugar en las filas del Peristeri B.C..
En la temporada 2019-20, firma por Panathinaikos B.C. en el que jugaría durante dos temporadas.
El 7 de julio de 2021, firma por el Bahçeşehir Koleji S.K. de la BSL turca.
El 1 de diciembre de 2021, firma por el Pallacanestro Olimpia Milano de la Lega Basket Serie A.
El 29 de octubre de 2024 fichó por el Napoli Basket de la Lega Basket Serie A italiana.

## Estadísticas de su carrera en la NBA

### Temporada regular
| Año     | Equipo | PJ | PT | MPP | %TC  | %3P  | %TL  | RPP | APP | ROB | TPP | PPP |
| ------- | ------ | -- | -- | --- | ---- | ---- | ---- | --- | --- | --- | --- | --- |
| 2016-17 | Dallas | 3  | 0  | 3.3 | .000 | .000 | .000 | .7  | .0  | .0  | .0  | .0  |
| Total   | Total  | 3  | 0  | 3.3 | .000 | .000 | .000 | .7  | .0  | .0  | .0  | .0  |